# Chris Kamara
Pour les articles homonymes, voir Kamara.
Christopher Kamara, couramment appelé Chris Kamara, est un footballeur puis entraîneur anglais, né le 25 décembre 1957 à Middlesbrough, Angleterre. Évoluant au poste de milieu de terrain, il est principalement connu pour ses saisons à Portsmouth, Brentford, Swindon Town, Stoke City et Luton Town ainsi que pour avoir entraîné Bradford City et Stoke City.
Depuis la fin de sa carrière, il s'est reconverti comme consultant, présentateur télé et acteur.

## Biographie

### Carrière de joueur
Natif de Middlesbrough, d'un père sierraléonais et d'une mère anglaise, il connaît une enfance difficile car son père, parieur compulsif, laisse souvent de grosses dettes à sa famille et sa mère se retrouve parfois obligée de mendier de la nourriture pour ses trois enfants. Vivant dans un quartier, Park End (en), où il y a très peu de familles noires, ils ont aussi souvent affaire au racisme ordinaire.
Lors de son enfance, il devient l'ami de Steve Gibson (en), futur propriétaire du club de Middlesbrough, qui grandit dans le même quartier que lui et partage la même passion pour le football.
Il joue au football dans les équipes de jeunes de Middlesbrough mais rejoint la Royal Navy à 16 ans, sur les conseils de son père, lui-même un ancien marin. Cela lui fait manquer la finale de la Coupe d'Angleterre junior mais intègre l'équipe de jeunes de la Royal Navy. Il est basé sur le HMS Raleigh à Torpoint puis sur le HMS Vernon (en) à Portsmouth.
C'est ainsi qu'il est repéré par Ian St. John, l'entraîneur de Portsmouth, qui l'engage comme stagiaire en novembre 1974, après avoir dû verser 200 £ à la Royal Navy pour le libérer de son engagement. Formé par Ray Crawford, entraîneur des équipes de jeunes à Portsmouth, il joue son premier match en août 1975, pour une défaite 0-2 contre Luton Town au cours de laquelle il remplace Mick Mellows (en). Il inscrit son premier but lors du match suivant, pour une défaite 1-4 contre Bolton Wanderers, après avoir remplacé Bobby McGuinness (en).
Il joue ensuite de manière régulière tout au long de la saison 1975-76, à l'issue de laquelle Portsmouth est relégué en Third Division et encore la saison suivante, à l'issue de laquelle le club se sauve d'une relégation en Fourth Division à un point près. Le nouvel entraîneur, Jimmy Dickinson, se décide alors à céder Kamara aux rivaux de Third Division, Swindon Town pour 14 000£.
Son départ laisse un goût amer aux supporteurs du Fratton Park et il reçoit même des menaces de mort, à tel point qu'une escorte policière l'accompagne pendant quelque temps. Il marque pour son premier match sous ses nouvelles couleurs, contre Sheffield Wednesday à Hillsborough, mais est assez souvent laissé sur le banc par l'entraîneur Danny Williams (en) lors de la saison 1977-1978. Avec le nouvel entraîneur Bobby Smith (en), il joue régulièrement les deux saisons suivantes. Le début de la saison 1980-81, difficile pour Swindon Town voit Smith être démis de ses fonctions et remplacé par John Trollope qui accepte une offre de 50 000£ pour Kamara de la part de son club formateur, Portsmouth, dans lequel il retourne donc.
Il a été recruté à Portsmouth par Frank Burrows (en) qui l’avait eu sous ses ordres à Swindon, mais est très rapidement transféré à Brentford, en octobre 1981 après que l’entraîneur des Bees a proposé une offre comprenant un échange contre David Crown. Son association au milieu de terrain avec Terry Hurlock (en) devient rapidement un des atouts majeurs de son nouveau club, il réussit d’ailleurs en 1982-1983 son meilleur total de buts en une saison avec 11 réalisations. Il atteint la finale du Football League Trophy en 1985, finale perdue 1-3 contre Wigan Athletic à Wembley. Il prend la décision de quitter le club pendant l’été 1985 après avoir reçu de la part du club une offre de prolongation qu’il n’a pas jugée satisfaisante.
Il retourne alors à Swindon Town en août 1985, recruté pour 12 500£ par Lou Macari. Il remporte dès sa première saison le titre de champion de Fourth Division en 1985-1986, même s’il a manqué une partie du début de saison à cause d’une blessure aux tendons, jouant malgré tout 23 matchs.
La saison suivante, le club remporte directement une nouvelle promotion, cette fois-ci en Second Division après avoir remporté les play-offs de promotion, battant Gillingham en finale. Lors de cette saison, Kamara a aussi fait parler de lui négativement, devenant le premier joueur anglais convaincu d’agression et puni d’une amende de 1 200£ pour un accident survenu sur un terrain de football, lorsqu’il brisa d’un coup de poing la mâchoire de Jim Melrose (en), joueur de Shrewsbury Town.
Lors de l’été 1988, il refuse de nouveau l’offre de prolongation reçue de Swindon Town et est recruté par Mick Mills à Stoke City. Il forme alors une paire réputée avec Peter Beagrie au milieu de terrain. À l’issue de la saison 1988-1989, il est élu Joueur de l’année de Stoke City par les supporteurs du club.
Le 19 août 1989, il est impliqué dans une nouvelle affaire de violence après avoir brisé la jambe de Frank McAvennie, joueur de West Ham United, mais, malgré une plainte de McAvennie, il n’est pas condamné.
Au milieu de la saison 1989-1990, Mick Mills est renvoyé de son poste et remplacé par Alan Ball qui vend rapidement Kamara à Leeds United, malgré une proposition pour jouer à Middlesbrough, le club de son enfance et détenu par Steve Gibson (en), son ami d’enfance.
La concurrence à Elland Road, où se trouvent les milieux expérimentés et talentueux David Batty, Vinnie Jones, Gordon Strachan et Gary Speed, ne laisse que peu de temps de jeu à Kamara. Il remporte toutefois le titre de champion de Second Division en 1989-1990 et découvre la First Division la saison suivante. Après avoir connu et surmonté une blessure assez lourde au tendon d'Achille, il quitte finalement Leeds United en novembre 1991.
Il reste toutefois en First Division en rejoignant Luton Town, recruté par David Pleat (en) pour 150 000£. Malheureusement, la saison 1991-1992 se termine par une relégation pour les Hatters à la suite d'une défaite 1-2 contre Notts County lors de la dernière journée.
Ayant démarré la saison 1992-1993 en Second Division, il retourne très rapidement dans l’élite en rejoignant Sheffield United en prêt en octobre 1992 puis de manière définitive, tout en ayant connu, entre les deux, un prêt d’un mois dans son club de cœur, Middlesbrough, en février 1993.
Après avoir connu la relégation avec les Blades à l’issue de la saison saison 1993-1994 et une défaite lors de la dernière journée contre Chelsea, il rejoint Bradford City, se voyant proposer un contrat de joueur et d’assistant à l’entraîneur Lennie Lawrence (en) qu’il avait croisé brièvement lors de son prêt à Middlesbrough.
La saison est difficile pour les Bantams mais Kamara se voit promu entraîneur-adjoint en avril 1995 arrêtant sa carrière de joueur à partir de ce moment.
Les origines sierraléonaises de son père lui auraient permis de postuler à une place en équipe de Sierra Leone et il fut même appelé par le sélectionneur pour jouer la Coupe d'Afrique des nations 1994, mais il refusa la sélection.

#### Statistiques
| Club                    | Saison         | Championnat     | Championnat | Championnat | FA Cup | FA Cup | League Cup | League Cup | Autre[A] | Autre[A] | Total  | Total |
| Club                    | Saison         | Division        | Matchs      | Buts        | Matchs | Buts   | Matchs     | Buts       | Matchs   | Buts     | Matchs | Buts  |
| ----------------------- | -------------- | --------------- | ----------- | ----------- | ------ | ------ | ---------- | ---------- | -------- | -------- | ------ | ----- |
| Portsmouth              | 1975–76        | Second Division | 24          | 4           | 0      | 0      | 0          | 0          | 0        | 0        | 24     | 4     |
| Portsmouth              | 1976–77        | Third Division  | 39          | 3           | 4      | 1      | 1          | 0          | 0        | 0        | 44     | 4     |
| Portsmouth              | Total          | Total           | 63          | 7           | 4      | 1      | 1          | 0          | 0        | 0        | 68     | 8     |
| Swindon Town            | 1977–78        | Third Division  | 40          | 10          | 3      | 0      | 6          | 1          | 0        | 0        | 49     | 11    |
| Swindon Town            | 1978–79        | Third Division  | 28          | 2           | 3      | 2      | 5          | 0          | 0        | 0        | 36     | 4     |
| Swindon Town            | 1979–80        | Third Division  | 34          | 5           | 6      | 1      | 6          | 0          | 0        | 0        | 46     | 6     |
| Swindon Town            | 1980–81        | Third Division  | 45          | 4           | 2      | 1      | 5          | 0          | 0        | 0        | 52     | 5     |
| Swindon Town            | Total          | Total           | 147         | 21          | 14     | 4      | 22         | 1          | 0        | 0        | 183    | 26    |
| Portsmouth              | 1981–82        | Third Division  | 11          | 0           | 0      | 0      | 3          | 1          | 0        | 0        | 14     | 1     |
| Portsmouth              | Total          | Total           | 11          | 0           | 0      | 0      | 3          | 1          | 0        | 0        | 14     | 1     |
| Brentford               | 1981–82        | Third Division  | 31          | 5           | 3      | 0      | 0          | 0          | 0        | 0        | 34     | 5     |
| Brentford               | 1982–83        | Third Division  | 44          | 11          | 3      | 0      | 7          | 0          | 3        | 0        | 57     | 11    |
| Brentford               | 1983–84        | Third Division  | 38          | 6           | 3      | 1      | 4          | 0          | 1        | 0        | 46     | 7     |
| Brentford               | 1984–85        | Third Division  | 39          | 6           | 4      | 1      | 4          | 1          | 6        | 1        | 53     | 9     |
| Brentford               | Total          | Total           | 152         | 28          | 13     | 2      | 15         | 1          | 10       | 1        | 190    | 32    |
| Swindon Town            | 1985–86        | Fourth Division | 20          | 1           | 0      | 0      | 0          | 0          | 2        | 0        | 22     | 1     |
| Swindon Town            | 1986–87        | Third Division  | 42          | 3           | 2      | 0      | 4          | 0          | 8        | 0        | 56     | 3     |
| Swindon Town            | 1987–88        | Second Division | 25          | 2           | 3      | 0      | 5          | 0          | 3        | 0        | 36     | 2     |
| Swindon Town            | Total          | Total           | 87          | 6           | 5      | 0      | 9          | 0          | 13       | 0        | 114    | 6     |
| Stoke City              | 1988–89        | Second Division | 38          | 4           | 3      | 0      | 2          | 1          | 1        | 0        | 44     | 5     |
| Stoke City              | 1989–90        | Second Division | 22          | 1           | 1      | 0      | 2          | 0          | 2        | 1        | 27     | 2     |
| Stoke City              | Total          | Total           | 60          | 5           | 4      | 0      | 4          | 1          | 3        | 1        | 71     | 7     |
| Leeds United            | 1989–90        | Second Division | 11          | 1           | 0      | 0      | 0          | 0          | 0        | 0        | 11     | 1     |
| Leeds United            | 1990–91        | First Division  | 7           | 0           | 0      | 0      | 2          | 0          | 0        | 0        | 9      | 0     |
| Leeds United            | 1991–92        | First Division  | 2           | 0           | 0      | 0      | 1          | 0          | 1        | 0        | 4      | 0     |
| Leeds United            | Total          | Total           | 20          | 1           | 0      | 0      | 3          | 0          | 1        | 0        | 24     | 1     |
| Luton Town              | 1991–92        | First Division  | 28          | 0           | 1      | 0      | 0          | 0          | 0        | 0        | 29     | 0     |
| Luton Town              | 1992–93        | First Division  | 21          | 0           | 0      | 0      | 2          | 0          | 2        | 0        | 25     | 0     |
| Luton Town              | Total          | Total           | 49          | 0           | 1      | 0      | 2          | 0          | 2        | 0        | 54     | 0     |
| Sheffield United (prêt) | 1992–93        | Premier League  | 8           | 0           | 0      | 0      | 0          | 0          | 0        | 0        | 8      | 0     |
| Middlesbrough (prêt)    | 1992–93        | Premier League  | 5           | 0           | 0      | 0      | 0          | 0          | 0        | 0        | 5      | 0     |
| Sheffield United        | 1993–94        | Premier League  | 16          | 0           | 1      | 0      | 0          | 0          | 0        | 0        | 17     | 0     |
| Bradford City           | 1994–95        | Second Division | 23          | 3           | 2      | 0      | 3          | 0          | 2        | 1        | 30     | 4     |
| Total carrière          | Total carrière | Total carrière  | 641         | 71          | 44     | 7      | 62         | 5          | 31       | 3        | 778    | 86    |

A.  La colonne “Autre” comprend les matchs et buts des Coupe anglo-italienne, Football League Group Cup (en), Football League Trophy, Football League play-offs (en) et Full Members Cup.

### Carrière d'entraîneur
En novembre 1995, le président de Bradford City, Geoffrey Richmond (en), renvoya Lennie Lawrence (en) et nomma Kamara au poste d’entraîneur. Alors que l’objectif qui lui avait été assigné par la direction du club était d’éviter la relégation, Kamara réussit à enchaîner de très bons résultats sur cette fin de saison 1995-1996 au point d’accrocher une place pour les play-offs de promotion.
Ceux-ci se déroulèrent de manière idéale avec les Bantams éliminant Blackpool en demi-finale puis battant Notts County 2-0 en finale, avec des buts de Des Hamilton (en) et Mark Stallard (en).
La saison suivante le voit réaliser une très bon recrutement avec le gardien australien Mark Schwarzer acheté 150 000£ à 1. FC Kaiserslautern pour remplacer le gardien titulaire, Gavin Ward (en), vendu 300 000£ à Bolton Wanderers. Malheureusement, il sera moins chanceux avec le recrutement de Gordon Watson (en), acheté 550 000£, ce qui constitue un record de dépense pour le club, et qui jouera uniquement deux matchs avant de subir une blessure sérieuse à la suite d'un choc avec Kevin Gray (en), le défenseur d’Huddersfield Town. Sur le plan sportif, le club parvient à échapper à la relégation de justesse, se sauvant lors de la dernière journée, à la faveur d’une victoire face aux Queens Park Rangers.
Pendant l’été 1997, il recrute Darren Moore (en), Robbie Blake, Jamie Lawrence (en) et Peter Beagrie (ces deux derniers recrutés pour 50 000£ chacun). Il engage aussi gratuitement l’attaquant brésilien Edhino (en) et l’ancien international anglais Chris Waddle. Il quitte finalement le club en janvier 1998 à la suite d'un désaccord avec le président Geoffrey Richmond (en), qui souhaitait récupérer la main sur le dossier des transferts. Il recommanda de nommer à son poste son adjoint, Paul Jewell, ce que la direction fit effectivement.
Le 22 janvier 1998, il devient l’entraîneur Stoke City, club qu’il avait connu comme joueur auparavant. Mais, le club connaissait alors une situation sportive compliquée, se situant dans la zone de relégation, et Kamara prit la décision de Kamara de vendre leur seul joueur à forte valeur, Andy Griffin à Newcastle United.
S’ensuivit une opposition entre Kamara et Jez Moxey, un des directeurs du club, qui souhaitait recruter Marco Gabbiadini en remplacement de Griffin, ce à quoi Kamara mit son véto et réussit à imposer sa volonté, à savoir le recrutement pour 350 000£ de l’attaquant de Coventry City, Kyle Lightbourne.
Malheureusement, les résultats ne suivent pas et le club connaît une série calamiteuse, avec une seule victoire en 14 matchs de championnat, ce qui amène la direction à se séparer de Kamara le 8 avril 1998.

#### Statistiques
Au 10 novembre 2014.
| Équipe        | Depuis           | Jusqu'au       | Matchs | Victoires | Nuls | Défaites | % Victoires |
| ------------- | ---------------- | -------------- | ------ | --------- | ---- | -------- | ----------- |
| Bradford City | 27 novembre 1995 | 6 janvier 1998 | 112    | 40        | 26   | 46       | 35,71       |
| Stoke City    | 22 janvier 1998  | 8 avril 1998   | 14     | 1         | 5    | 8        | 7,14        |

## Carrière dans les médias
Après son départ de Stoke City, il décide de ne plus poursuivre comme entraîneur mais de se reconvertir comme consultant à la télévision. Il commence dans l’émission Soccer Extra avec Brian Woolnough (en) en 1999, avant d’intégrer l’équipe de Soccer Saturday (en) sur Sky Sports, à la demande de Rob McCaffrey (en).
Ses interventions décalées, son enthousiasme exacerbé et sa propension à commettre des gaffes comiques lui valent une certaine célébrité et reconnaissance. Deux de ses plus célèbres interventions ont été de déclarer que les joueurs de Tottenham Hotspur se battaient comme des castors lors d’un match contre Arsenal ou la méprise au sujet d’Anthony Vanden Borre, qui venait d’être exclu lors d’un match entre Portsmouth et Blackburn Rovers alors que Kamara pensait qu’il était juste remplacé et s’étonnait que son remplaçant n’entre pas sur le terrain.
Il intervient aussi régulièrement sur d’autres émissions de Sky Sports, comme Goals on Sunday (en) et Soccer AM (en).
En 2012, une suite de circonstances l’amena à jouer un match avec l’équipe galloise de Welshpool Town. Cette équipe venait de perdre un match de championnat 1-10 contre Waterloo Rovers (en) et le commentateur de Sky Sports Jeff Stelling s’est moqué d’eux à cette occasion. Le président du club, David Jones, a alors écrit une tribune ouverte pour protester auprès de Sky Sports détaillant aussi les difficultés, notamment financières, rencontrées par les petits clubs du Pays de Galles ne serait-ce que pour survivre.
Sky Sports fit alors amende honorable et proposa à Welshpool Town de leur laisser Kamara pour jouer un match avec eux, pour attirer les projecteurs sur leur club et leur permettre de réaliser des bonnes recettes de spectateurs. À 54 ans, il joua les 90 minutes à son poste de prédilection, au milieu de terrain, mais ne put empêcher une nouvelle lourde défaite 1-6. Il était toutefois partie prenant du but marqué par son équipe, effectuant une passe décisive sur corner.
Sur ITV, il co-présente l’émission Ninja Warrior UK (en) avec Ben Shephard (en) et Rochelle Humes et fait des apparitions dans Give a Pet a Home (en). Il apparaît aussi dans un épisode de The Great Sport Relief Bake Off.
Apparitions télévisuelles
| Année       | Titre                             | Rôle            | Chaîne     | Notes                                                          |
| ----------- | --------------------------------- | --------------- | ---------- | -------------------------------------------------------------- |
| Depuis 2000 | Goals on Sunday (en)              | Co-presentateur | Sky Sports | Avec Ben Shephard (en) (en cours)                              |
| 2011        | That Sunday Night Show (en)       | Invité          | ITV        | 1 émission                                                     |
| 2011        | John Bishop's Britain (en)        | Consultant      | BBC One    | 5 émissions                                                    |
| 2012        | 8 Out of 10 Cats                  | Invité          | Channel 4  | 1 émission                                                     |
| 2013        | Tipping Point: Lucky Stars (en)   | Concurrent      | ITV        | 1 émission; a remporté 400 £ pour Marie Curie Cancer Care (en) |
| 2014        | The Chase: Celebrity Special (en) | Concurrent      | ITV        | 1 émission                                                     |
| Depuis 2015 | Ninja Warrior UK (en)             | Co-presentateur | ITV        | 2 saisons ; avec Ben Shephard (en) et Rochelle Humes           |
| 2015        | Give a Pet a Home (en)            | Invité          | ITV        | 1 saison                                                       |
| 2015        | Tipping Point (game show) (en)    | Concurrent      | ITV        | 1 émission; a remporté 500 £ pour Text Santa (en)              |
| 2016        | The Big Fat Quiz of the Year (en) | Invité          | Channel 4  | 1 émission                                                     |
| 2016        | Loose Women (en)                  | Invité          | ITV        | 2 émissions                                                    |
| 2016        | The Great British Bake Off        | Concurrent      | BBC One    | 1 émission                                                     |
| 2016        | Play to the Whistle (en)          | Invité          | ITV        | 1 émission                                                     |
| 2016        | It's Not Me, It's You             | Invité          | Channel 5  | 1 émission                                                     |
| 2016        | Murder in Successville (en)       | Guest           | BBC Three  | 1 émission                                                     |

## Autres activités
Un jeu vidéo, Chris Kamara's Street Soccer (en) est sorti en septembre 2000 sur Play Station, avec Kamara y effectuant les commentaires et ayant servi de modèle pour la capture de mouvement.
Il assure aussi les commentaires sur This Is Football (en) en 2005 avec Peter Drury (en).
Il faisait aussi partie du panal de sommités élisant l’entraîneur du mois en Championship (en) jusqu’en 2009.
Il est introduit au temple de la renommée de l’association Show Racism the Red Card (en) en 2004.
En décembre 2011, il est distingué pour son engagement auprès du Marie Curie Cancer Care (en). Avec d’autres personnalités du football telles que Brendan Rodgers, Aidy Boothroyd et Steve Gibson (en), il a gravi le Kilimandjaro pour récolter 385 000£ pour la recherche contre le cancer.
Il est aussi un ambassadeur du handisport, notamment avec son engagement auprès de Special Olympics Great Britain (en).
Il a aussi sort un single, Sing 4 England, chanson officielle de soutien à l’équipe d’Angleterre lors de l’Euro 2012.
Il est marié à Anne depuis 1982 et a deux fils, Ben et Jack.

## Palmarès

### Comme joueur
- Brentford :
  - Finaliste du Football League Trophy : 1985
- Swindon Town :
  - Champion de Fourth Division : 1985-86
  - Vainqueur des play-offs de promotion de Third Division : 1986-87
  - Joueur de l’année par les supporteurs : 1979-80
- Stoke City :
  - Joueur de l’année par les supporteurs : 1988-89
- Leeds United :
  - Champion de Second Division : 1989-90

### Comme entraîneur
- Bradford City :
  - Vainqueur des play-offs de promotion de Second Division : 1995-96